# Een speurtocht door Noord-Afrika
Een speurtocht door Noord-Afrika is het tiende deel van de Bob Evers-boekenreeks van de schrijver Willy van der Heide. Het is ook het derde deel van een trilogie waartoe verder de delen Drie jongens als circusdetective en Een dollarjacht in een D-trein behoren.

## Verhaal
Hoofdpersonen van de serie zijn de Nederlandse jongens Arie Roos en Jan Prins en hun Amerikaanse vriend Bob Evers.
De jacht op de valse dollars, die begon in Drie jongens als circusdetective en Een dollarjacht in een D-trein, wordt in dit boek verder beschreven. Het was al bekend geworden dat de valse dollars in Noord-Afrika werden gedrukt. De drie jongens worden door het Amerikaanse FBI, dat de leiding van de operatie heeft toevertrouwd aan de agenten Masters en Darry, ingeschakeld om het spoor van de dollars verder te volgen.
Bob Evers reist vanuit Zürich (waar het tweede deel van de trilogie zich afspeelt) naar Napels. Daar ontmoet hij de FBI-agent Crick Darry, een cryptografisch expert, die hem moet helpen de code op te lossen in een op de bendeleden bemachtigd document. Bob Evers en Darry gaan vanaf Napels per boot naar Tripolis. Dwars over de Middellandse Zee begint een jacht op een document in geheimschrift dat aangeeft waar de volgende zending valse dollars zal worden afgeleverd.
De jacht wordt voortgezet in Libië, dat in het begin van de jaren vijftig nog door Italië bestuurd werd. Jan Prins en Bob Evers raken met Masters tijdelijk opgesloten in een Libische gevangenis, terwijl Darry door de bendeleiding wordt gevangengezet in een bunker die het hoofdkwartier van de valse-munters blijkt te zijn. De zaak lijkt verloren, maar op het laatste moment wordt door slim toedoen van Jan en Arie de bendeleider Berini opgepakt voordat hij uit de baai van Ponte Corvo per boot kan ontsnappen.

## Drukgeschiedenis
De plot van het verhaal komt voor in het boek Een woestijn raakt zoek, dat door de schrijver in 1938 werd gepubliceerd.
Het verhaal is in 1951-1953 in 23 afleveringen als feuilleton verschenen in het tijdschrift Jeugdkampioen, een uitgave van de ANWB, met illustraties van Wim Boost.
De eerste druk werd (vermoedelijk, want zonder jaarvermelding) in 1952 gepubliceerd door de uitgeverij M. Stenvert & Zoon te Meppel in een hardcoveruitgave, met stofomslag en illustraties van Frans Mettes. Tot aan 1955 verschenen nog drie drukken.
In 1966 werd het formaat gewijzigd. Het boek werd voortaan gepubliceerd als pocketboek (17,5 × 11,5 cm). De tekst van deze uitgave was door de auteur bewerkt. De druknummering werd voortgezet en tot 1999 verschenen de volgende drukken:
- 1966 tot 1982: 5e t/m 20e druk, omslag van Moriën
- 1985 tot 1999: 21e t/m 23e druk, omslag van Bert Zeijlstra

In de pocketeditie zijn geen illustraties uit de hardcoveruitgave overgenomen.